# ریوکی تاکاهاشی
ریوکی تاکاهاشی (انگلیسی: Ryuki Takahashi؛ زادهٔ ۲۸ مارس ۱۹۹۳) بازیگر، و خواننده اهل ژاپن است.